# Écho et Narcisse (Poussin)
Pour les articles homonymes, voir Écho et Narcisse.
Écho et Narcisse est un tableau du peintre français Nicolas Poussin. Cette huile sur toile mesure 74 × 100 cm. Elle a été peinte entre 1627 et 1628 et est conservée au musée du Louvre, à Paris.

## Le mythe
L'œuvre appartient au registre mythologique. D'après Les Métamorphoses d'Ovide, la nymphe Écho est tombée amoureuse de Narcisse, mais celui-ci l'a rejetée. C'est pourquoi, dévastée, elle s'est cachée dans une grotte où elle s'est consumée de douleur, jusqu'à ce qu'il lui reste seulement sa voix.
Némésis, la déesse de la vengeance, a puni Narcisse en faisant en sorte qu'il tombe amoureux de sa propre image reflétée dans une source, se consumant d'amour pour lui-même. 
À l'endroit où il est mort, a poussé la fleur qui porte son nom : le Narcisse. Nicolas Poussin a peint la métamorphose de Narcisse dans un autre tableau, L'Empire de Flore, daté de 1631 et conservé dans la Gemäldegalerie Alte Meister de Dresde. 

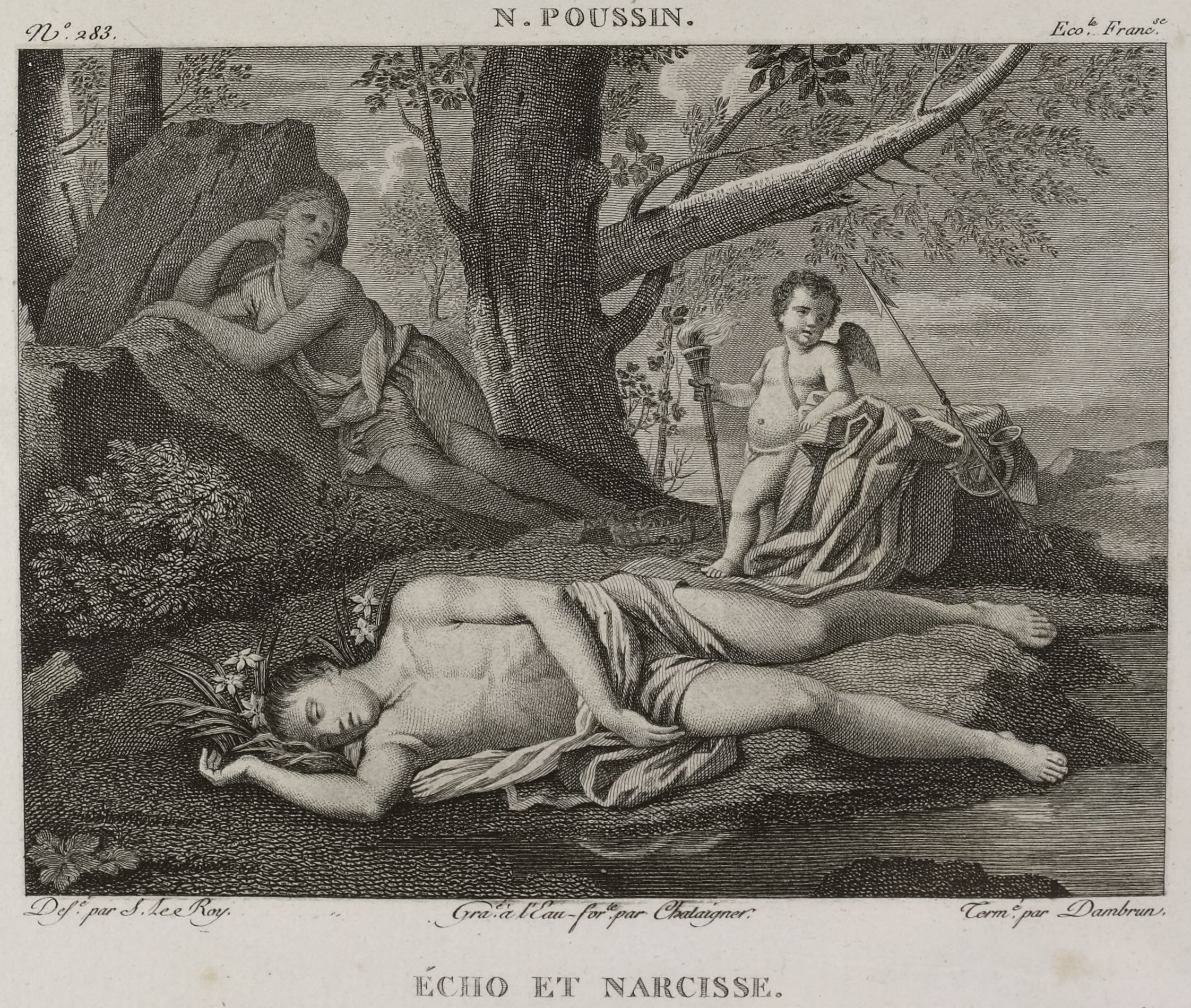
Écho et Narcisse, gravure par Denis-Sébastien Leroy, Alexis Chataigner et Jean Dambrun, vers 1802-1815.

## Le tableau
Poussin illustre ce mythe en représentant trois personnages dans un paysage idyllique: au premier plan, Narcisse, allongé; derrière lui, sur la droite un putto ; et à gauche, assise sur un rocher, Écho. Autour des cheveux du jeune Narcisse sont déjà en train de s'épanouir les fleurs auxquelles il a donné son nom. Écho, accoudée à un rocher, semble «une apparition élégiaque et immatérielle»,.
La légende d'Écho et Narcisse a inspiré l'opéra homonyme du compositeur Christoph Gluck.